# Kormeansko, Gabrovo
Kormeansko (în bulgară Кормянско) este un sat în comuna Sevlievo, regiunea Gabrovo,  Bulgaria. 

## Demografie
Componența etnică a satului Kormeansko
     Romi (1,65%)
     Turci (24,02%)
     Bulgari (71,02%)
     Nicio identificare (3,3%)
La recensământul din 2011, populația satului Kormeansko era de 666 locuitori. Din punct de vedere etnic, majoritatea locuitorilor (71,02%) erau bulgari, existând și minorități de turci (24,02%) și romi (1,65%). Pentru 3,3% din locuitori nu este cunoscută apartenența etnică.